# Арні Лорін
Арні Лорін (справжнє ім'я Арношт Лустіг; 1889, село Грнчірже, Прага-Шеберов, Прага — 17 лютого 1945, Нью-Йорк) — чесько-єврейський журналіст. Він був редактором «Prager Presse» та членом гуртка Карела Чапека «Friday Men». Похований на Новому єврейському цвинтарі в Празі.